# Göksu Çayı
Pour les articles homonymes, voir Göksu.
La rivière Göksu (en turc : Göksu Çayı rivière de l'eau bleue) est une rivière de Turquie qui conflue avec l'Euphrate en aval du barrage Atatürk dans la province d'Adıyaman. 

## Géographie
Elle prend sa source au centre de la province de Kahramanmaraş.